# Pădurea Reghiu - Scruntaru
Pădurea Reghiu - Scruntaru este o arie protejată de interes național ce corespunde categoriei a IV-a IUCN (rezervație naturală de tip faunistic, forestier,   geologic, peisagistic și paleontologic) situată în județul Vrancea, pe teritoriul administrativ al comunei Reghiu.

## Localizare
Aria naturală se află în partea estică a Carpaților de Curbură, în bazinul central și ocupând ambele lunci ale Milcovului (afluent de dreapta al râului Putna), la confluența acestuia cu valea Reghiului, în partea central-nordică a județului Vrancea și cea nord-estică a  satului Reghiu și este străbătută de drumul județean care leagă satul Adreiașu de Jos de Șindrilari

## Descriere

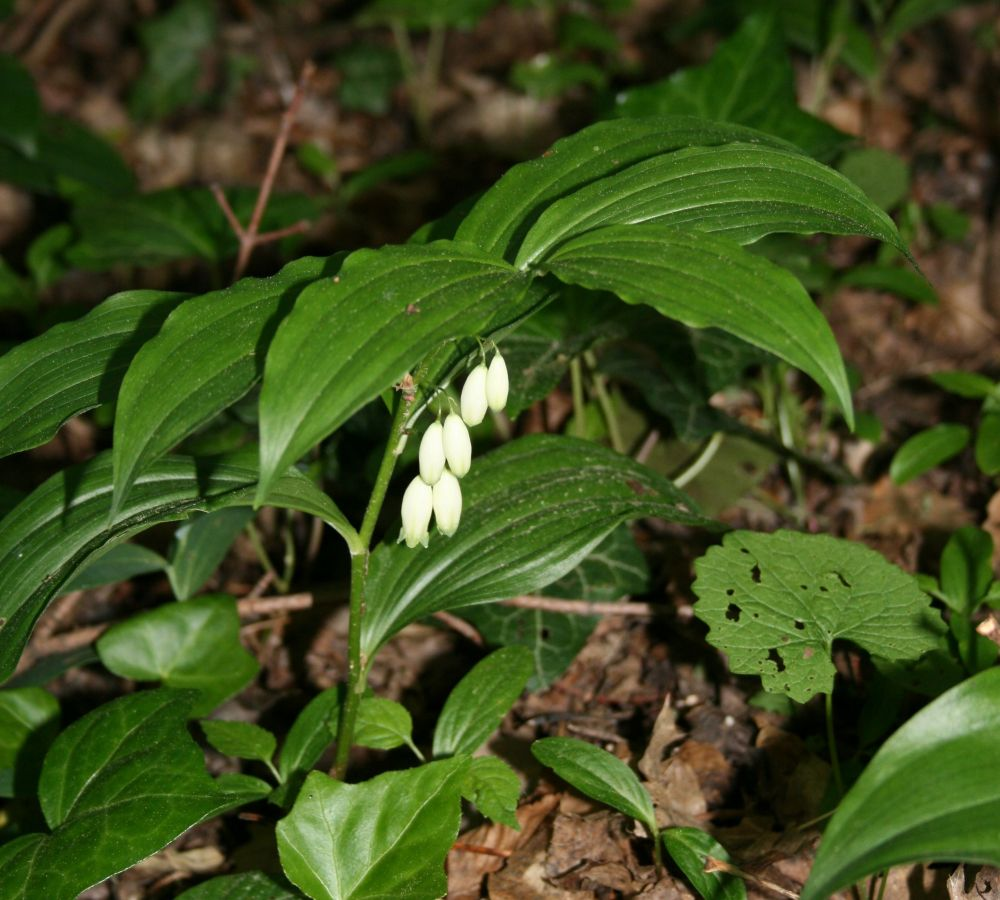
Pecetea lui Solomon (Polygonatum latifolium)

Rezervația naturală cu o suprafață de 95,70 hectare a fost declarată arie protejată prin Legea Nr.5 din 6 martie 2000 (privind aprobarea Planului de amenajare a teritoriului național - Secțiunea a III-a - zone protejate) și reprezintă o arie naturală (cu un deosebit interes  geologic, floristic, paleontologic și peisagistic) formată din două corpuri de teren dispuse în dreapta și stânga văii Milcovului, cu abrupturi săpate în calcare, marne, argile, gresii; cu un bogat conținut de faună fosilă atribuită Sarmațianului.  

### Floră
Flora rezervației este reprezentată de mai multe specii cu elemente continentale, submediteraneene, pontice, europene, central-europene și euroasiatice.  Printre exemplarele floristice rare, sunt întâlnite speciile pontice de saschiu (Vinca herbacea), gura lupului (Scutellaria alpina) sau Polygonatum latifolium, cunoscută sub denumirea populară de Pecetea lui Solomon.